# Hasmoneeën
De dynastie van de Hasmoneeën heerste over Judea vanaf de Makkabese opstand in 167 v.Chr. tot 37 v.Chr. Gedurende een groot deel van deze periode heersten de Hasmoneeën over een onafhankelijk Joods koninkrijk ("het Hasmonese rijk"). In 63 v.Chr. werd Judea echter een vazalstaat van Rome. In 37 v.Chr. kwam de politieke heerschappij van de Hasmoneeën tot een einde. In de jaren die volgden, zou de Herodiaanse dynastie heersen over het Joodse land.

## Naamgeving
De naam 'Hasmoneeën' is gebaseerd op antieke bronnen. heeft een belangrijke rol gespeeld in de Joodse geschiedenis kort vóór het begin van onze jaartelling. De familienaam gaat vermoedelijk terug op een voorouder met de naam Chasjmon/Hasmon.
Met betrekking tot de periode van de Makkabese opstand, spreekt men meestal over "de Makkabeeën", vanaf de heerschappij van Johannes Hyrcanus spreekt men meestal over de "Hasmoneeën" of "de Hasmonese dynastie"; het gaat evenwel om personen uit dezelfde familie.

## Geschiedenis

### Makkabese opstand

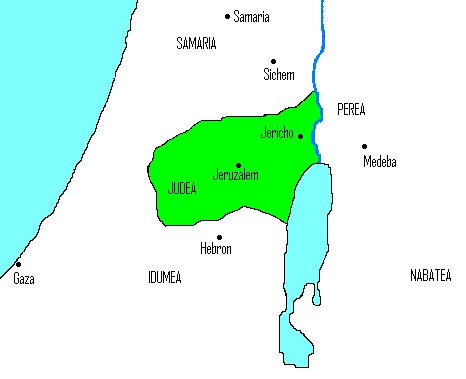
Judea aan het begin van de Makkabese opstand

De beroemdste leden van de familie van de Hasmoneeën zijn Mattathias en zijn vijf zonen, ook wel aangeduid als Makkabeeën. Mattathias en zijn zonen namen in het jaar 167 v.Chr. het initiatief voor de Makkabese opstand, waarbij Joden die de Thora wilden naleven rebelleerden tegen de Seleucidische overheerser Antiochus IV Epiphanes. Het begin en verloop van de opstand wordt beschreven in het boek I Makkabeeën, zij het vanuit een gekleurd (pro-hasmonees) perspectief.
Aanvankelijk leidde Mattathias de opstand, maar na zijn dood nam zijn zoon Judas de leidersrol op zich. Hij is ook degene die als eerste de bijnaam 'Makkabeeër' kreeg (Makkabeeër betekent 'moker'). Drie jaar na het begin van de opstand veroverde Judas de tempel op de Seleucidische troepen en wijdde deze opnieuw. Dit wordt door Joden nog jaarlijks herdacht in het chanoekafeest.
Judas en drie van zijn broers (namelijk Johannes, Jonathan - die Judas als leider van de opstand opvolgde - en Eleazar) sneuvelden in de strijd. Onder Simon de Makkabeeër, de enige in leven gebleven Makkabese broer, verkreeg het tempelstaatje Juda een hoge mate van zelfstandigheid.

### Hasmonese heerschappij
Toen Simon in 134 v.Chr. stierf, werd hij opgevolgd door zijn zoon Johannes Hyrcanus (134-104 v.Chr.). Daarmee werd de Hasmonese dynastie gevestigd. Voor het eerst na de Babylonische ballingschap was er weer sprake van een Joodse staat met een hoge mate van zelfstandigheid, al moest er in deze periode nog wel belasting worden afgedragen aan de Seleudicen. Dat was niet meer het geval onder Aristobulus I, de zoon van Johannes Hyrcanus. Volgens Flavius Josephus was hij de eerste Hasmonese vorst die niet alleen hogepriester was, maar zichzelf ook "koning" noemde, een titel die ook Aristobulus' opvolgers zouden dragen. Aristobulus heerste maar kort (104-103 v.Chr.) en werd na zijn dood opgevolgd door Alexander Janneüs, de langst regerende Hasmonese koning (103-76 v.Chr.). Onder zijn regering nam de hellenisering van het Hasmonese koninkrijk serieuze vormen aan, wat hem in conflict bracht met meer behoudende joodse groeperingen, zoals de farizeeën. Na zijn dood sloot zijn weduwe, Salome Alexandra, die Janneüs opvolgde (76-67 v.Chr.), vrede met de farizeeën. Na haar dood in 67 v.Chr. brak een strijd om de Hasmonese troon uit tussen haar zonen Hyrcanus II (die tijdens Alexandra's bestuur al hogepriester was) en Aristobulus II. In 63 v.Chr. maakte de Romeinse generaal Pompeius een einde aan deze situatie. Hij nam Jeruzalem in, maakte van Judea een vazalstaat van Rome, zond Aristobulus als gevangene naar Rome en benoemde Hyrcanus als hogepriester, een functie die niet alleen religieus maar ook politiek van karakter was.

### Einde van de dynastie
Van 63-40 v.Chr. bleef Hyrcanus in functie als hogepriester in Jeruzalem. Josephus beschrijft Hyrcanus als iemand die niet veel ruggengraat had, en volgens Josephus gaf dit zijn raadsheer Antipater - de gouverneur van Idumea - de kans in toenemende mate een belangrijke politieke rol voor zich op te eisen.
In 40 v.Chr. kwamen de Parthen onder Orodes II en zijn zoon Pacorus I op het toppunt van hun macht en wisten zij grote delen van Syrië te veroveren. Antigonus, de zoon van Aristobulus II, sloot een bondgenootschap met hen en met hun hulp wist hij voor korte tijd de macht over te nemen en de Hasmonese staat in ere te herstellen (40 v.Chr.-37 v.Chr.). De Parthische opleving hield echter niet lang stand en daarmee was feitelijk ook Antigonus' lot bezegeld. Herodes, de zoon van de inmiddels overleden Antipater, heroverde Jeruzalem met hulp van de Romeinen en kreeg het koningschap over het Joodse land. Om zijn heerschappij ook in Joodse ogen legitiem te maken, trouwde hij met de Hasmonese prinses Mariamne, maar haar politieke invloed was nihil. Ook Mariamnes broer Aristobulus III speelde geen rol van betekenis meer, doordat hij – kort nadat hij onder internationale politieke druk het ambt van Hogepriester had gekregen – om het leven kwam bij een door Herodes bevolen moordaanslag.
De familie van de Hasmoneeën bleef nog wel geruime tijd populair onder de Joden, maar heeft Herodes en de door hem gestichte nieuwe Herodiaanse dynastie niet meer van de heerserspositie kunnen verdringen.

## Oppositie
Hoewel de Makkabeeën tijdens de opstand op veel steun konden rekenen van de wetsgetrouwe Joden (in deze periode ook wel chasideeën genoemd), veranderde dat toen de onafhankelijke Joodse staat was ontstaan. Uit de werken van Flavius Josephus blijkt dat de Farizeeën en de Essenen, die beide voortkomen uit de chasideeën, gedurende heel de Hasmonese periode kritisch of zelfs afwijzend stonden tegenover de Hasmonese heerschappij.
De reden hiervoor was tweeledig.
Eerst en vooral hadden zij er bezwaar tegen dat de Hasmoneeën het koningschap en het hogepriesterschap in zich verenigden. Dit was, meenden zij, in strijd met de Thora: de koning moest afkomstig zijn uit de stam Juda, terwijl de hogepriester moest stammen uit de stam Levi, meer specifiek uit het geslacht van Aäron.
In de tweede plaats namen de Hasmonese vorsten in toenemende mate de hellenistische cultuur over, terwijl Essenen en Farizeeën zich vastklampten aan de Joodse tradities waar, naar hun gevoel, de Makkabeeën voor gestreden hadden.
Het boek I Makkabeeën lijkt geschreven te zijn met de bedoeling de binnenlandse oppositie te overtuigen van de rechtmatigheid van de Hasmonese heerschappij.

## Groei van het Hasmonese rijk
In de tijd van Judas Makkabeüs was Judea een klein tempelstaatje. Vooral de eerste Hasmonese koningen toonden zich echter grote veroveraars. Het Hasmonese rijk breidde zich snel uit, tot het de omvang had van het Israël van de koningen David en Salomo.

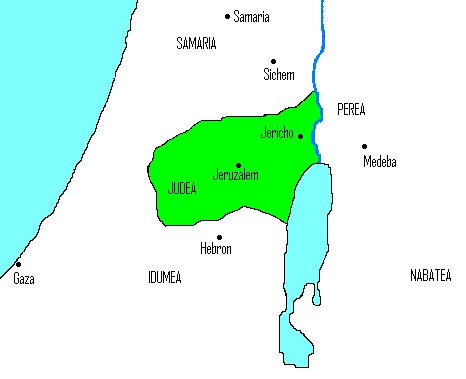
Judea tijdens Judas Makkabeüs
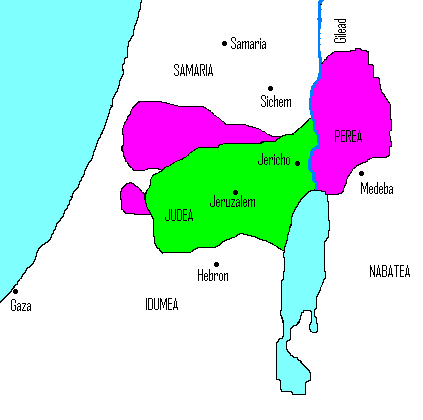
veroveringen door Jonathan Makkabeüs
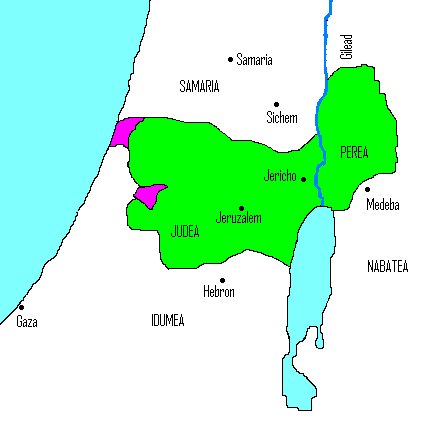
veroveringen door Simon Makkabeüs
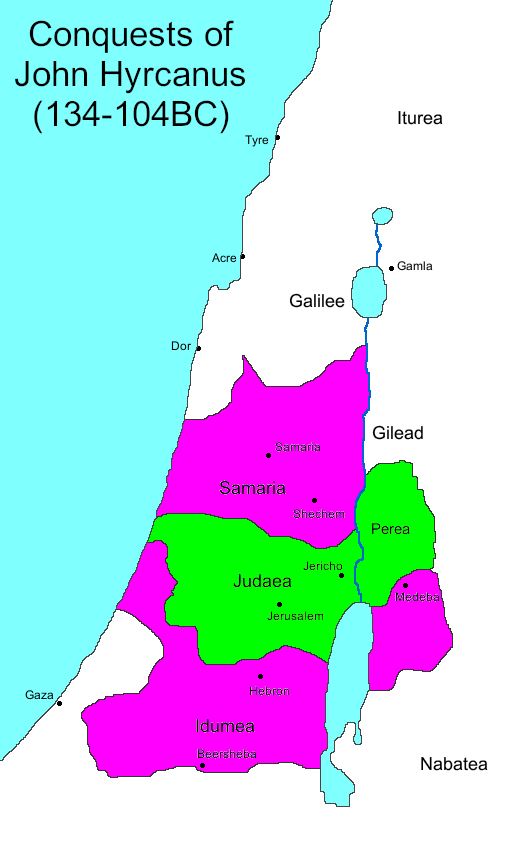
veroveringen door Johannes Hyrcanus
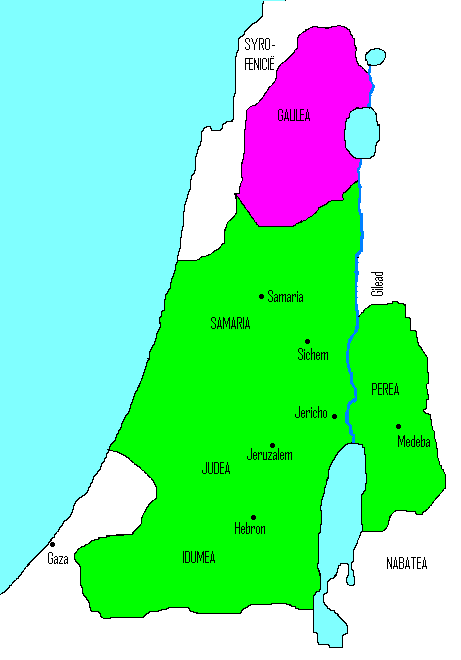
veroveringen door Aristobulus I
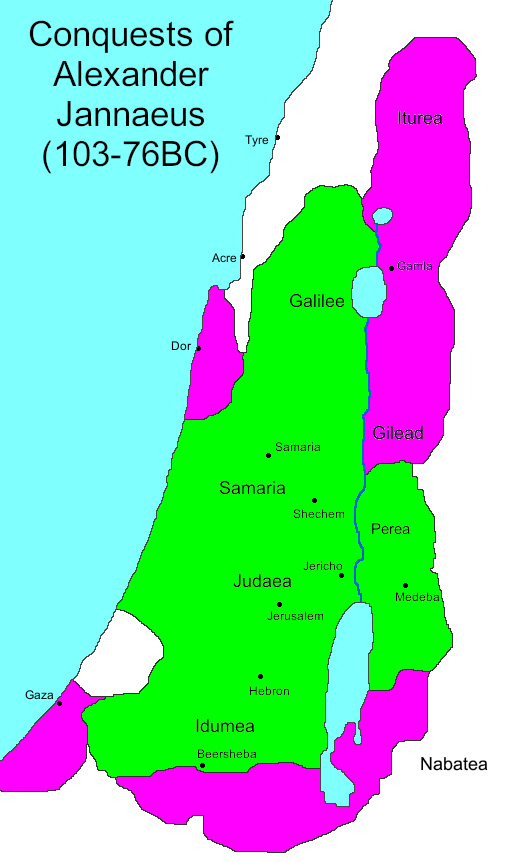
veroveringen door Alexander Janneüs
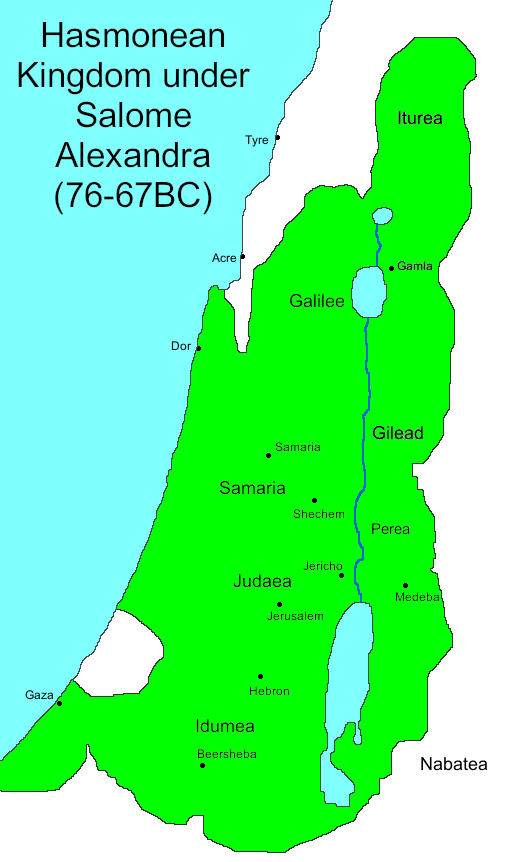
Uiteindelijke omvang van het Hasmonese rijk

## Stamboom
Leiders van de Makkabese opstand of koningen in de Hasmonese dynastie zijn dikgedrukt.
|                    |                    |                    |                    |                    |                    |  |  |                 |                 |                 |                 |                 |                 |  |  | Mattathias        |                   |                   |                   |                   |                   |  |  |                   |                   |                   |                   |                   |                   |  |  |                    |                    |                    |                    |                    |                    |  |  |  |  |  |  |  |  |  |  |  |  |  |  |
|                    |                    |                    |                    |                    |                    |  |  |                 |                 |                 |                 |                 |                 |  |  |                   |                   |                   |                   |                   |                   |  |  |                   |                   |                   |                   |                   |                   |  |  |                    |                    |                    |                    |                    |                    |  |  |  |  |  |  |  |  |  |  |  |  |  |  |
|                    |                    |                    |                    |                    |                    |  |  |                 |                 |                 |                 |                 |                 |  |  |                   |                   |                   |                   |                   |                   |  |  |                   |                   |                   |                   |                   |                   |  |  |                    |                    |                    |                    |                    |                    |  |  |  |  |  |  |  |  |  |  |  |  |  |  |
| Johannes Makkabeüs | Johannes Makkabeüs | Johannes Makkabeüs | Johannes Makkabeüs | Johannes Makkabeüs | Johannes Makkabeüs |  |  | Simon Makkabeüs | Simon Makkabeüs | Simon Makkabeüs | Simon Makkabeüs | Simon Makkabeüs | Simon Makkabeüs |  |  | Judas Makkabeüs   | Judas Makkabeüs   | Judas Makkabeüs   | Judas Makkabeüs   | Judas Makkabeüs   | Judas Makkabeüs   |  |  | Eleazar Makkabeüs | Eleazar Makkabeüs | Eleazar Makkabeüs | Eleazar Makkabeüs | Eleazar Makkabeüs | Eleazar Makkabeüs |  |  | Jonathan Makkabeüs | Jonathan Makkabeüs | Jonathan Makkabeüs | Jonathan Makkabeüs | Jonathan Makkabeüs | Jonathan Makkabeüs |  |  |  |  |  |  |  |  |  |  |  |  |  |  |
| Johannes Makkabeüs | Johannes Makkabeüs | Johannes Makkabeüs | Johannes Makkabeüs | Johannes Makkabeüs | Johannes Makkabeüs |  |  | Simon Makkabeüs | Simon Makkabeüs | Simon Makkabeüs | Simon Makkabeüs | Simon Makkabeüs | Simon Makkabeüs |  |  | Judas Makkabeüs   | Judas Makkabeüs   | Judas Makkabeüs   | Judas Makkabeüs   | Judas Makkabeüs   | Judas Makkabeüs   |  |  | Eleazar Makkabeüs | Eleazar Makkabeüs | Eleazar Makkabeüs | Eleazar Makkabeüs | Eleazar Makkabeüs | Eleazar Makkabeüs |  |  | Jonathan Makkabeüs | Jonathan Makkabeüs | Jonathan Makkabeüs | Jonathan Makkabeüs | Jonathan Makkabeüs | Jonathan Makkabeüs |  |  |  |  |  |  |  |  |  |  |  |  |  |  |
|                    |                    |                    |                    |                    |                    |  |  |                 |                 |                 |                 |                 |                 |  |  |                   |                   |                   |                   |                   |                   |  |  |                   |                   |                   |                   |                   |                   |  |  |                    |                    |                    |                    |                    |                    |  |  |  |  |  |  |  |  |  |  |  |  |  |  |
| Judas              | Judas              | Judas              | Judas              | Judas              | Judas              |  |  | Mattathias      | Mattathias      | Mattathias      | Mattathias      | Mattathias      | Mattathias      |  |  | Johannes Hyrkanus | Johannes Hyrkanus | Johannes Hyrkanus | Johannes Hyrkanus | Johannes Hyrkanus | Johannes Hyrkanus |  |  |                   |                   |                   |                   |                   |                   |  |  |                    |                    |                    |                    |                    |                    |  |  |  |  |  |  |  |  |  |  |  |  |  |  |
| Judas              | Judas              | Judas              | Judas              | Judas              | Judas              |  |  | Mattathias      | Mattathias      | Mattathias      | Mattathias      | Mattathias      | Mattathias      |  |  | Johannes Hyrkanus | Johannes Hyrkanus | Johannes Hyrkanus | Johannes Hyrkanus | Johannes Hyrkanus | Johannes Hyrkanus |  |  |                   |                   |                   |                   |                   |                   |  |  |                    |                    |                    |                    |                    |                    |  |  |  |  |  |  |  |  |  |  |  |  |  |  |
|                    |                    |                    |                    |                    |                    |  |  |                 |                 |                 |                 |                 |                 |  |  |                   |                   |                   |                   |                   |                   |  |  |                   |                   |                   |                   |                   |                   |  |  |                    |                    |                    |                    |                    |                    |  |  |  |  |  |  |  |  |  |  |  |  |  |  |
|                    |                    |                    |                    |                    |                    |  |  | Aristobulus I   | Aristobulus I   | Aristobulus I   | Aristobulus I   | Aristobulus I   | Aristobulus I   |  |  | Antigonus         | Antigonus         | Antigonus         | Antigonus         | Antigonus         | Antigonus         |  |  | Alexander Janneüs | Alexander Janneüs | Alexander Janneüs | Alexander Janneüs | Alexander Janneüs | Alexander Janneüs |  |  | Salome Alexandra   | Salome Alexandra   | Salome Alexandra   | Salome Alexandra   | Salome Alexandra   | Salome Alexandra   |  |  |  |  |  |  |  |  |  |  |  |  |  |  |
|                    |                    |                    |                    |                    |                    |  |  | Aristobulus I   | Aristobulus I   | Aristobulus I   | Aristobulus I   | Aristobulus I   | Aristobulus I   |  |  | Antigonus         | Antigonus         | Antigonus         | Antigonus         | Antigonus         | Antigonus         |  |  | Alexander Janneüs | Alexander Janneüs | Alexander Janneüs | Alexander Janneüs | Alexander Janneüs | Alexander Janneüs |  |  | Salome Alexandra   | Salome Alexandra   | Salome Alexandra   | Salome Alexandra   | Salome Alexandra   | Salome Alexandra   |  |  |  |  |  |  |  |  |  |  |  |  |  |  |
|                    |                    |                    |                    |                    |                    |  |  |                 |                 |                 |                 |                 |                 |  |  |                   |                   |                   |                   |                   |                   |  |  |                   |                   |                   |                   |                   |                   |  |  |                    |                    |                    |                    |                    |                    |  |  |  |  |  |  |  |  |  |  |  |  |  |  |
|                    |                    |                    |                    |                    |                    |  |  |                 |                 |                 |                 |                 |                 |  |  |                   |                   |                   |                   |                   |                   |  |  |                   |                   |                   |                   |                   |                   |  |  |                    |                    |                    |                    |                    |                    |  |  |  |  |  |  |  |  |  |  |  |  |  |  |
|                    |                    |                    |                    |                    |                    |  |  |                 |                 |                 |                 |                 |                 |  |  |                   |                   |                   |                   |                   |                   |  |  | Aristobulus II    | Aristobulus II    | Aristobulus II    | Aristobulus II    | Aristobulus II    | Aristobulus II    |  |  | Hyrkanus II        | Hyrkanus II        | Hyrkanus II        | Hyrkanus II        | Hyrkanus II        | Hyrkanus II        |  |  |  |  |  |  |  |  |  |  |  |  |  |  |
|                    |                    |                    |                    |                    |                    |  |  |                 |                 |                 |                 |                 |                 |  |  |                   |                   |                   |                   |                   |                   |  |  | Aristobulus II    | Aristobulus II    | Aristobulus II    | Aristobulus II    | Aristobulus II    | Aristobulus II    |  |  | Hyrkanus II        | Hyrkanus II        | Hyrkanus II        | Hyrkanus II        | Hyrkanus II        | Hyrkanus II        |  |  |  |  |  |  |  |  |  |  |  |  |  |  |
|                    |                    |                    |                    |                    |                    |  |  |                 |                 |                 |                 |                 |                 |  |  |                   |                   |                   |                   |                   |                   |  |  |                   |                   |                   |                   |                   |                   |  |  |                    |                    |                    |                    |                    |                    |  |  |  |  |  |  |  |  |  |  |  |  |  |  |
|                    |                    |                    |                    |                    |                    |  |  |                 |                 |                 |                 |                 |                 |  |  | Antigonus         | Antigonus         | Antigonus         | Antigonus         | Antigonus         | Antigonus         |  |  | Alexander         | Alexander         | Alexander         | Alexander         | Alexander         | Alexander         |  |  | Alexandra          | Alexandra          | Alexandra          | Alexandra          | Alexandra          | Alexandra          |  |  |  |  |  |  |  |  |  |  |  |  |  |  |
|                    |                    |                    |                    |                    |                    |  |  |                 |                 |                 |                 |                 |                 |  |  | Antigonus         | Antigonus         | Antigonus         | Antigonus         | Antigonus         | Antigonus         |  |  | Alexander         | Alexander         | Alexander         | Alexander         | Alexander         | Alexander         |  |  | Alexandra          | Alexandra          | Alexandra          | Alexandra          | Alexandra          | Alexandra          |  |  |  |  |  |  |  |  |  |  |  |  |  |  |
|                    |                    |                    |                    |                    |                    |  |  |                 |                 |                 |                 |                 |                 |  |  |                   |                   |                   |                   |                   |                   |  |  |                   |                   |                   |                   |                   |                   |  |  |                    |                    |                    |                    |                    |                    |  |  |  |  |  |  |  |  |  |  |  |  |  |  |
|                    |                    |                    |                    |                    |                    |  |  |                 |                 |                 |                 |                 |                 |  |  |                   |                   |                   |                   |                   |                   |  |  |                   |                   |                   |                   |                   |                   |  |  |                    |                    |                    |                    |                    |                    |  |  |  |  |  |  |  |  |  |  |  |  |  |  |
|                    |                    |                    |                    |                    |                    |  |  |                 |                 |                 |                 |                 |                 |  |  | Aristobulus III   | Aristobulus III   | Aristobulus III   | Aristobulus III   | Aristobulus III   | Aristobulus III   |  |  | Herodes I         | Herodes I         | Herodes I         | Herodes I         | Herodes I         | Herodes I         |  |  | Mariamne           | Mariamne           | Mariamne           | Mariamne           | Mariamne           | Mariamne           |  |  |  |  |  |  |  |  |  |  |  |  |  |  |
|                    |                    |                    |                    |                    |                    |  |  |                 |                 |                 |                 |                 |                 |  |  | Aristobulus III   | Aristobulus III   | Aristobulus III   | Aristobulus III   | Aristobulus III   | Aristobulus III   |  |  | Herodes I         | Herodes I         | Herodes I         | Herodes I         | Herodes I         | Herodes I         |  |  | Mariamne           | Mariamne           | Mariamne           | Mariamne           | Mariamne           | Mariamne           |  |  |  |  |  |  |  |  |  |  |  |  |  |  |